# Фарьорски език
Фарьорският (ферьорският) език (самоназвание: føroyskt, [ˈføːɹɪst, ˈføːɹɪʂt]) е индоевропейски език, който е част от западноскандинавската езикова група.
От 1937 г. е официален във Фарьорските острови. Общият брой носители на езика не е ясен, но се оценява на 60 до 100 хиляди души. Това нарежда фарьорския сред най-малко говорените езици в Европа.

## Азбука
Фарьорската азбука е съставена на латинска основа и съдържа 29 букви.
| графема | име                                  |
| ------- | ------------------------------------ |
| A, a    | fyrra a [ˈfɪɹːa ˈɛaː] („предно a“)   |
| Á, á    | á [ɔaː]                              |
| B, b    | be [beː]                             |
| D, d    | de [deː]                             |
| Ð, ð    | edd [ɛdː]                            |
| E, e    | e [eː]                               |
| F, f    | eff [efː]                            |
| G, g    | ge [geː]                             |
| H, h    | há [hɔa]                             |
| I, i    | fyrra i [ˈfɪɹːa ˈiː] („предно i“)    |
| Í, í    | fyrra í [ˈfɪɹːa ˈʊi] („предно í“)    |
| J, j    | jodd [jɔdː]                          |
| K, k    | ká [kɔa]                             |
| L, l    | ell [ɛlː]                            |
| M, m    | emm [ɛmː]                            |
| N, n    | enn [ɛnː]                            |
| O, o    | o [oː]                               |
| Ó, ó    | ó [ɔuː]                              |
| P, p    | pe [peː]                             |
| R, r    | err [ɛɹː]                            |
| S, s    | ess [ɛsː]                            |
| T, t    | te [teː]                             |
| U, u    | u [uː]                               |
| Ú, ú    | ú [ʉuː]                              |
| V, v    | ve [veː]                             |
| Y, y    | seinna i [ˈsaiːdna ˈiː] („задно i“)  |
| Ý, ý    | seinna í [ˈsaiːdna ˈʊiː] („задно í“) |
| Æ, æ    | seinna a [ˈsaiːdna ˈɛaː] („задно a“) |
| Ø, ø    | ø [øː]                               |

Бележки:
- Двойките букви „предно и задно a, i и í“ (a/æ, i/y, í/ý) влияят на правописа и на азбучния ред, но не и на произношението, а тяхното усвояване може да представлява трудност за изучаващите езика.
- Графемата Ð не обозначава никоя конкретна фонема и присъства в азбуката предимно по етимологични причини. Тя никога не стои в началото на думата, а горният и регистър се появява само когато дума е изписана изцяло с главни букви, например в лога или на географски карти: SUÐUROY.

- Ø, ø може да се появи като Ö, ö в поетичния език или по традиция, като например се изпише Föroyar вместо Føroyar.
- Знаците C, Q, W, X и Z не присъстват в азбуката. В разпространени лични и фамилни имена във Фарьорските острови обаче се срещат допълнителни букви: Lützen, Müller, Winther, Zacharias.
- С фарьорска клавиатурна подредба може да се пише на латински или на повечето днешни западноевропейски езици, но старонорвежката и съвременната исландска буква Þ, þ липсва. Във фарьорски сродни думи обикновено на нейно място стои t или h, а когато се транскрибира исландско име, често се използва th.